# Challenger La Manche 2018
Il Challenger La Manche 2018 è stato un torneo maschile tennis professionistico. È stata la 30ª edizione del torneo, facente parte della categoria Challenger 80 nell'ambito dell'ATP Challenger Tour 2018, con un montepremi di 43 000 €. Si è giocato dal 12 al 18 febbraio 2018 sui campi in cemento indoor del Complexe Sportif Chantereyne di Cherbourg, in Francia.

## Partecipanti

### Teste di serie
| Nazionalità | Giocatore           | Ranking* | Testa di serie |
| ----------- | ------------------- | -------- | -------------- |
| Francia     | Gilles Simon        | 64       | 1              |
| Germania    | Maximilian Marterer | 82       | 2              |
| Tunisia     | Malek Jaziri        | 110      | 3              |
| Italia      | Matteo Berrettini   | 127      | 4              |
| Germania    | Oscar Otte          | 136      | 5              |
| Slovacchia  | Norbert Gombos      | 137      | 6              |
| Francia     | Kenny de Schepper   | 146      | 7              |
| Francia     | Calvin Hemery       | 148      | 8              |

- Ranking al 5 febbraio 2018.

### Altri partecipanti
I seguenti giocatori hanno ricevuto una wild card per il tabellone principale:
- Geoffrey Blancaneaux
- Corentin Denolly
- Antoine Hoang
- Constant Lestienne

Il seguente giocatore è entrato in tabellone come alternate:
- Malek Jaziri

I seguenti giocatori sono passati dalle qualificazioni:
- Rémi Boutillier
- Jay Clarke
- Alexei Popyrin
- Mikael Ymer

Il seguente giocatore è entrato in tabellone come lucky loser:
- Maxime Tabatruong

## Punti e montepremi
| Torneo    | Torneo              | V     | F     | SF    | QF    | 2T  | 1T  | Q | Q2 | Q1 |
| Singolare | Punti               | 80    | 48    | 29    | 15    | 6   | 0   | 3 | 0  | 0  |
| Singolare | Premi in denaro (€) | 6 190 | 3 650 | 2 160 | 1 260 | 730 | 450 | – | 0  | 0  |
| Doppio    | Punti               | 80    | 48    | 29    | 15    | –   | 0   | – | –  | –  |
| Doppio    | Premi in denaro (€) | 2 670 | 1 550 | 930   | 550   | –   | 310 | – | –  | –  |

## Campioni

### Singolare
Maximilian Marterer ha sconfitto in finale  Constant Lestienne con il punteggio di 6–4, 7–5.

### Doppio
Romain Arneodo /  Tristan-Samuel Weissborn hanno sconfitto in finale  Antonio Šančić /  Ken Skupski con il punteggio di 6–3, 1–6, [10–4].